# ヒア・カムズ・ザ・ホイッスルマン
『ヒア・カムズ・ザ・ホイッスルマン』（Here Comes the Whistleman）は、アメリカ合衆国のジャズ・ミュージシャン、ローランド・カークが1965年に録音、1967年にアトランティック・レコードから発表したライブ・アルバム。

## 解説
プロデューサーのジョエル・ドーンの案により、録音スタジオに少数の観客を迎えてスタジオ・ライブ形式で録音された。本作の時点では、カークはまだアトランティックと専属契約を結んでいなかったが、後の『溢れ出る涙』より正式に同社へ移籍する。
Thom Jurekはオールミュージックにおいて5点満点中4.5点を付け、本作のバンドの音楽性に関して「ハードなジャンプ・ブルースとディープなR&B」、バラードにおけるカークの演奏について「ベン・ウェブスターとコールマン・ホーキンスを合わせたような、ピュアで詩的な陶酔」と評している。

## 収録曲
特記なき楽曲はローランド・カーク作。オリジナルLPでは1. - 3.がA面、4. - 7.がB面に収録されていた。
1. ルーツ - "Roots" - 4:12
2. ローランド・カークの曲紹介〜ヒア・カムズ・ザ・ホイッスルマン - "Here Comes the Whistleman" - 5:42
3. ローランド・カークの曲紹介〜月に願いを - "I Wished on the Moon" (Dorothy Parker, Ralph Rainger) - 5:53
4. メイキング・ラヴ・アフター・アワーズ - "Making Love After Hours" - 4:29
5. イエスタデイズ - "Yesterdays" (Otto Harbach, Jerome Kern) - 4:07
6. アルミニウム・ベイビー - "Aluminum Baby" (Jaki Byard) - 6:12
7. ステップ・ライト・アップ - "Step Right Up" - 4:49

## 参加ミュージシャン
- ローランド・カーク - テナー・サクソフォーン、アルト・サクソフォーン、フルート、ノーズ・フルート、マンツェロ、ストリッチ
- ジャッキー・バイアード - ピアノ(on #1, #3, #6)
- ロニー・リストン・スミス - ピアノ(on #2, #4, #5, #7)
- メイジャー・ホリー - ベース
- チャールズ・クロスビー - ドラムス